# Bình Định Nam
Bình Định Nam is een xã in het district Thăng Bình, een van de districten in de Vietnamese provincie Quảng Nam. Bình Định Nam heeft ruim 5200 inwoners op een oppervlakte van 16,78 km².

## Geografie en topografie
Bình Định Nam ligt in het zuidwesten van de huyện Thăng Bình. De aangrenzende xã's zijn Bình Định Bắc, Bình Quý, Bình Phú en Bình Trị.